# Велизаде, Туран Насими оглы
Туран Насими оглы Велизаде (азерб. Vəlizadə Turan Nəsimi oğlu; род. 1 января 2001, Göydərə, Нахичеванская Автономная Республика) — азербайджанский футболист, полузащитник клуба «Нефтчи», выступающий на правах аренда за «Туран». Защищал цвета юношеских (до 15, 17 и до 19 лет) и молодёжной сборной Азербайджана.

## Биография
Туран Вализаде родился 1 января 2001 года в селе Гойдере Джульфинского района Нахичеванской Автономной Республики Азербайджана.. В возрасте 3 лет вместе с семьей переехал в Баку. Учиться футболу начал в 2008 году, в 7-летнем возрасте в Турецкой Футбольной Школе.

## Карьера в сборной
Туран Велизаде имеет опыт выступления за юношеские (до 15, 17 и до 19 лет.) и за молодёжную (до 21 года) сборные Азербайджана. Был капитаном юношеской сборной страны до 19 лет..

## Клубная карьера
Воспитанник футбольной академии ПФК «Нефтчи», в которую пришел в 2009 году. Первым тренером Вализаде был Руфат Гулиев в возрастной группе до 11 лет. Покинул клуб в 2011 году и вновь вернулся уже в 2019 году, подписав профессиональный трехлетний контракт с основным составом бакинцев..
С 2011 по 2015 года выступал за клуб «Алинджа» Баку. В составе юношеских команд клуба до 13 и до 14 лет, два года подряд становился лучшим бомбардиром турнира «Завтрашние звезды».
С мая 2015 по октябрь 2016 года обучался в Турции, в футбольной школе стамбульского клуба «Фенербахче».
В 2016 году подписал контракт с ФК «Карабах». В первый же год выступления стал победителем чемпионата Азербайджана среди молодежных команд до 19 лет. В последующем сезоне в той же возрастной группе завоевал серебряные медали чемпионата страны и титул «Лучшего футболиста сезона 2017/18 годов».
Дебютировал в основном составе «Нефтчи» в премьер-лиге 5 мая 2019 года, в выездном матче XXVII тура против команды «Габала».. Вторую игру за основной состав команды провел 27 октября 2019 года, в выездном матче IX тура против команды «Сумгаит»..

## Достижения
- Серебряный призер Азербайджана: 2019/20 («Нефтчи»)